# لورتسوایلر
لورتسوایلر (به آلمانی: Lörzweiler) یک شهر در آلمان است که در ماینتس-بینگن واقع شده‌است. لورتسوایلر  ۲٬۱۱۵ نفر جمعیت دارد.

## خواهرخوانده
شهر Époisses خواهرخواندهٔ لورتسوایلر هست.